# Hayriye Hanımsultan
Hayriye Hanımsultan (1846, Istanbul, Osmanská říše – 26. července 1869, tamtéž) byla osmanská princezna. Byla dcerou princezny Adile Sultan a jejího manžela Damata Mehmeda Ali Paši.

## Život
Hayriye Hanımsultan se narodila v Istanbulu v roce 1846. Jejím otcem byl Damat Mehmed Ali Paša a její matkou princezna Adile Sultan, dcera sultána Mahmuda II. Měla tři sourozence - bratra Sultanzade Ismaila Beye, a sestry Sidiku Hanımsultan a Aliye Hanımsultan, která zemřela jako kojenec. Měla také polovičního bratra z otcovy strany, Mahmuda Edhema Pašu, který se oženil s Refiou Sultan, dcerou sultána Abdulmecida I. a poloviční sestru Hatice Hanım. Během dětství se učila hrát na piano pod vedením skladatelky a básnířky Leyly Saz.
Dne 10. června 1865 byla zasnoubena s Ahmedem Rifatem Beyem, o šest měsíců později byly ale zásnuby zrušeny. Podle jednoho ze zdrojů nechtěl její arogantní a nafoukaný snoubenec koupit své nevěstě drahý dar. Podle jiného zdroje byla Hayriye zamilovaná do Ali Riza Beye. Když se o jejich románku dozvěděl snoubenec, zásnuby zrušil a sultán následně jejího milého poslal do Petrohradu jako velvyslance.
Dne 17. dubna 1866 byla za svého milého Ali Rizu Beye provdána. Svatba se konala 22. dubna 1866 v paláci Kuruçeşme. Páru byla poté věnována vila v Çamlıci. Manželství bylo bezdětné. Po smrti jejího otce v roce 1868 nechala vybudovat klášter nedaleko mauzolea v Eyüp.
Hayrie zemřela dne 26. července 1869 na tuberkulózu a byla pohřbena v mauzoleu jejího otce.